# Maciej Birecki
Maciej Birecki herbu Gozdawa (zm. w 1543 roku) – sędzia sanocki w latach 1530-1541, podsędek sanocki w latach 1521-1529.
Poseł na sejm piotrkowski 1523 roku z ziemi sanockiej.